# Burg auf Fehmarn

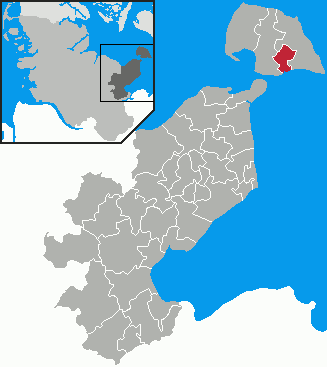
Locatie van Burg op Fehmarn in Ostholstein

Burg auf Fehmarn (Nederduits: Borg up Fehmarn, Deens: Burghæby) is het centrale stadsdeel van de stad Fehmarn. Het kasteelstadje was tot 2003 zelfstandig. De plaats ligt op het eiland Fehmarn in de Kreis Ostholstein in Sleeswijk-Holstein en telt ongeveer 6000 inwoners.

## Infrastructuur, economie
Direct ten zuiden van Burg is een baai in de Oostzee afgedamd, de Burger Binnensee. Tussen het centrum van Burg en deze binnenzee ligt de smalle, noord<>zuid verlopende havenbuurt Burgstaaken. Hier bevindt zich de haven van Burg, waarvan een gedeelte de zeevisserij dient, en een ander gedeelte vooral de pleziervaart. In het havengebied staan enige graansilo's, waarop durfallen soms de klimsport topropen beoefenen.
Aan de spoorlijn Lübeck - Puttgarden heeft Burg een in 2010 vernieuwd stationnetje. Tot omstreeks 2029 rijden hier bussen i.p.v. treinen, omdat aan de spoorlijn grootschalige vernieuwingen plaatsvinden. Deze hebben te maken met de eind 2023 begonnen aanleg van de Fehmarnbeltverbinding naar Denemarken.
Dichtbij dit station, aan de noordwestkant van de stad, ligt een bedrijventerrein. Hier is vooral lokaal midden- en kleinbedrijf gevestigd.
Belangrijk voor de economie van Burg is verder vooral het toerisme.

## Geschiedenis
Het kasteel werd voor het eerst genoemd in het Grondboek van Waldemar in 1202 als Borch up Vemere, en in 1599 werd de plaats voor het eerst genoemd in het Nieuwhoogduits als Burgk uff Femern. Van dit kasteel resteert ten oosten van Burgstaaken, in het havengebied, het schamele restant van de ruïne Glambek. Rampzalig voor het stadje waren de Dertigjarige Oorlog (1618-1648), die veel verwoestingen en menselijk leed aanrichtte, en een stadsbrand in 1787.

## Bezienswaardigheden
- In de stad staat een bezienswaardige kerk, de evangelisch-lutherse Nicolaikirche (Sint-Nicolaaskerk). Het gebouw werd tussen circa 1200 en 1750 in etappes gebouwd en uitgebreid. In het interieur bevinden zich verscheidene kunsthistorisch interessante liturgische voorwerpen.
- De onderzeeboot U-11 is in Burgstaaken als U-Boot-Museum te bezichtigen.
- Zee-aquarium Meereszentrum Fehmarn met o.a. haaien en koralen
- Museum Galileo Wissenswelt is een vooral op uitleg aan kinderen gericht museum op het gebied van de natuurwetenschappen. Het museum heeft ook een vestiging op Rügen.
- Om het andere jaar vindt in en om de haven een toeristisch Hafenfest plaats.

## Afbeeldingen

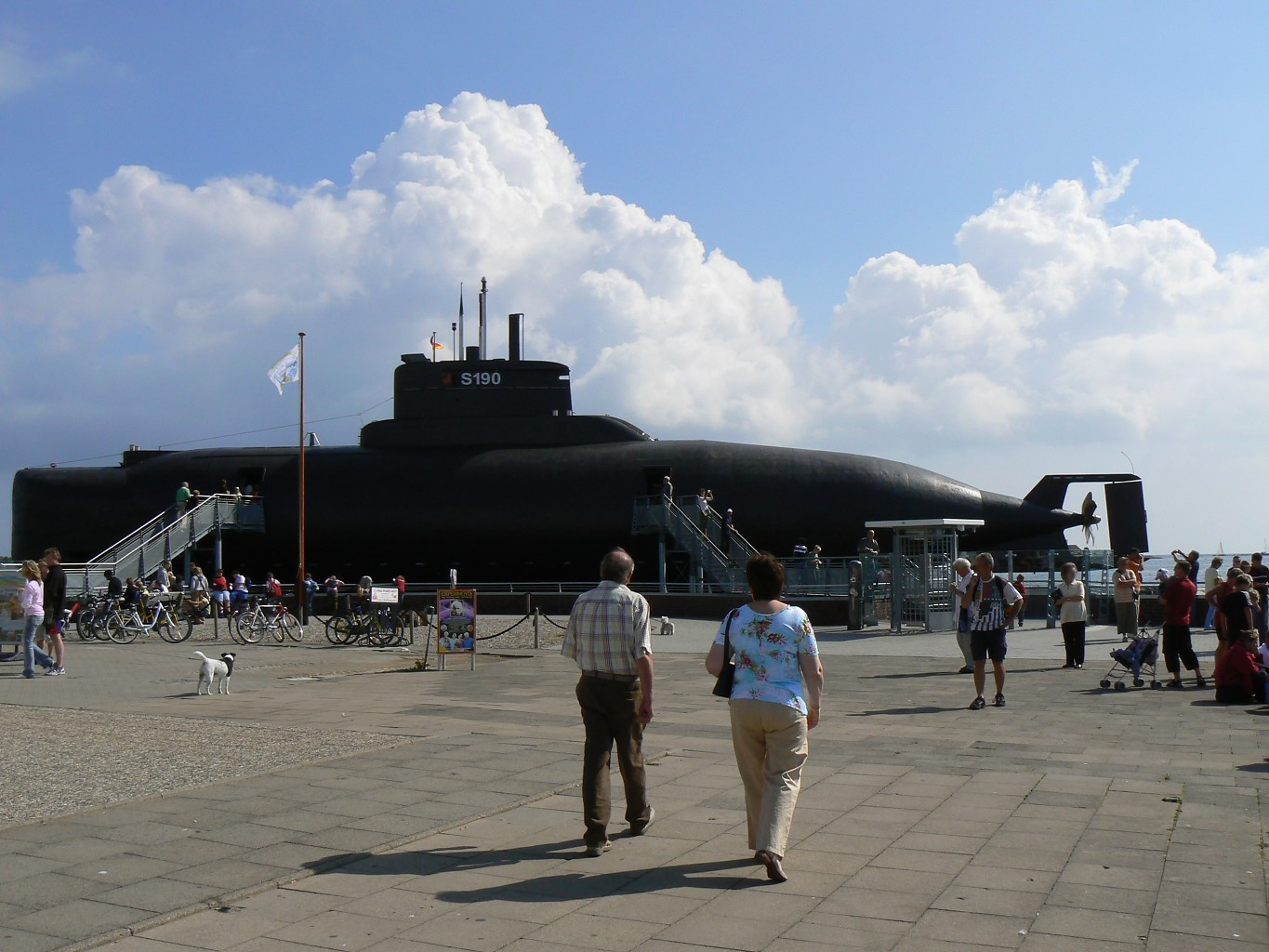
Burgstaaken, de onderzeeër U-11 (U-Boot-Museum)
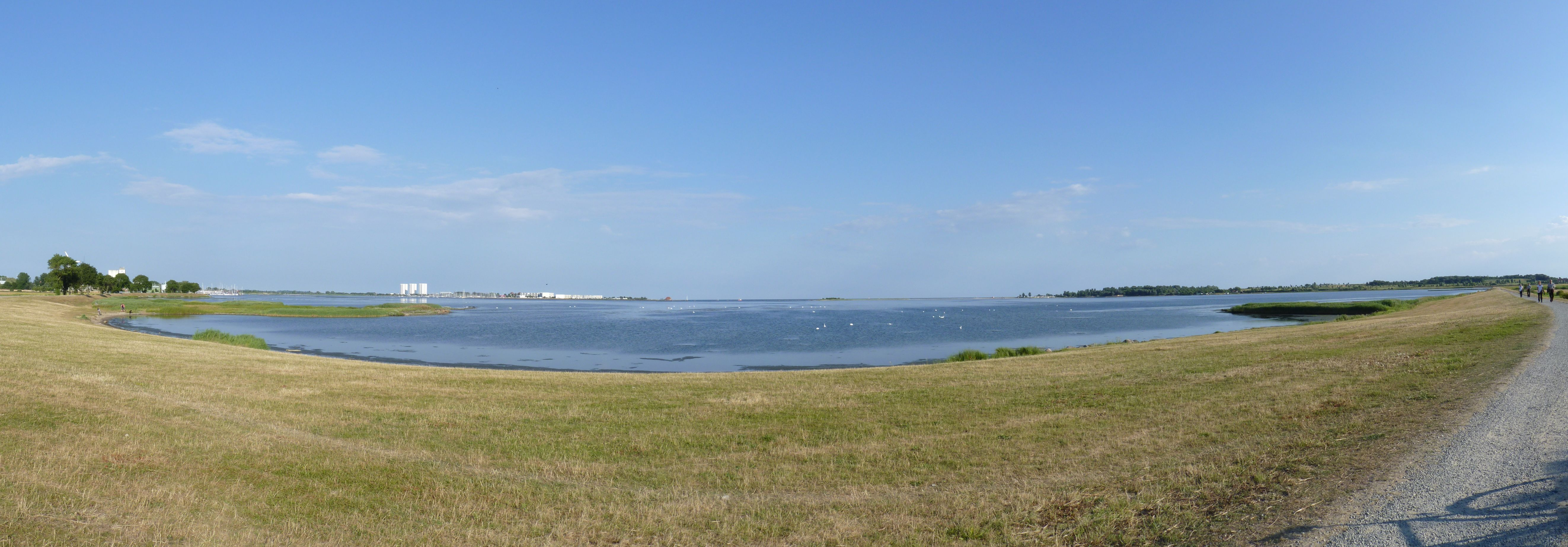
De Burger Binnensee
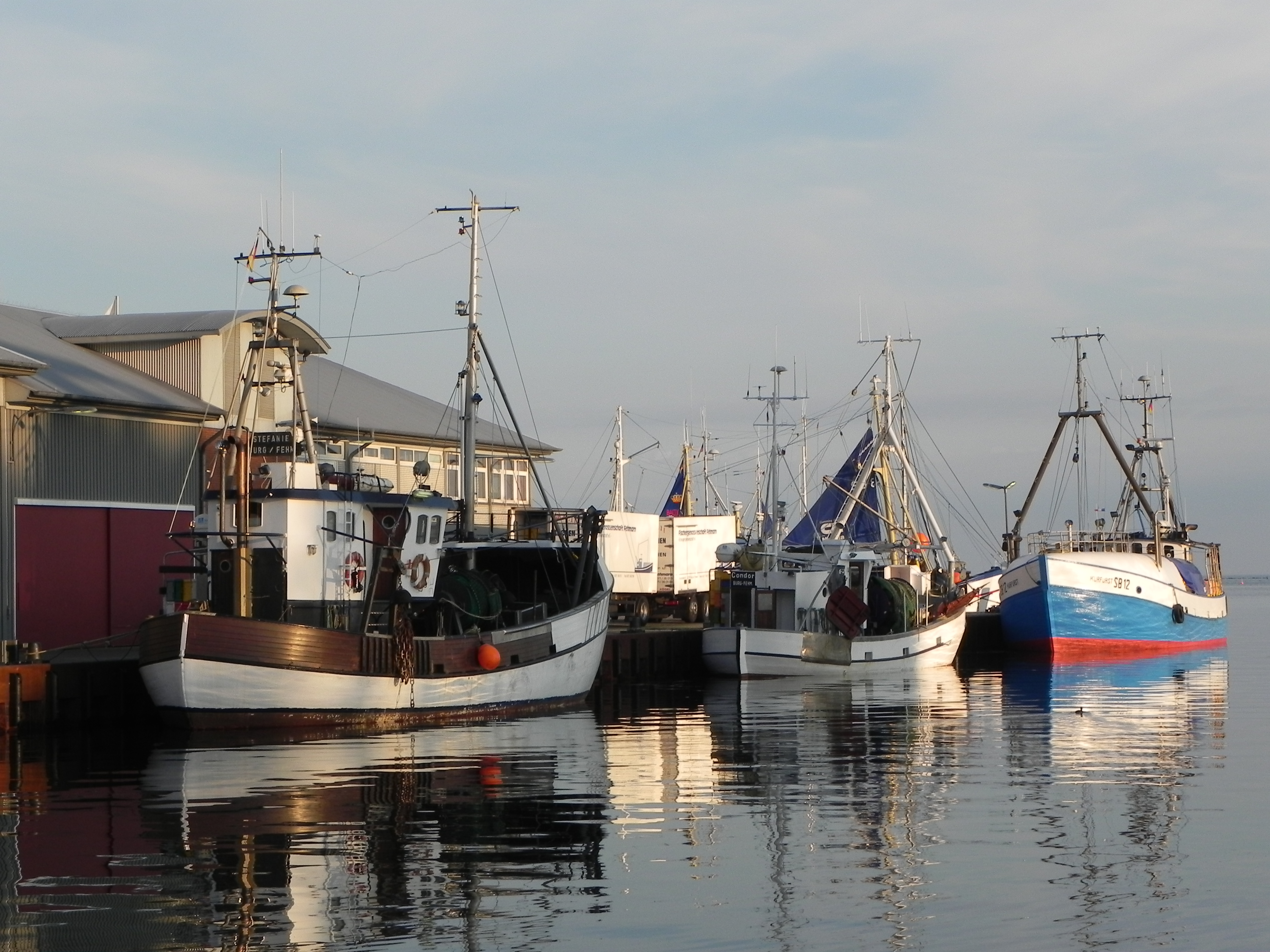
Kotters in de visserijhaven
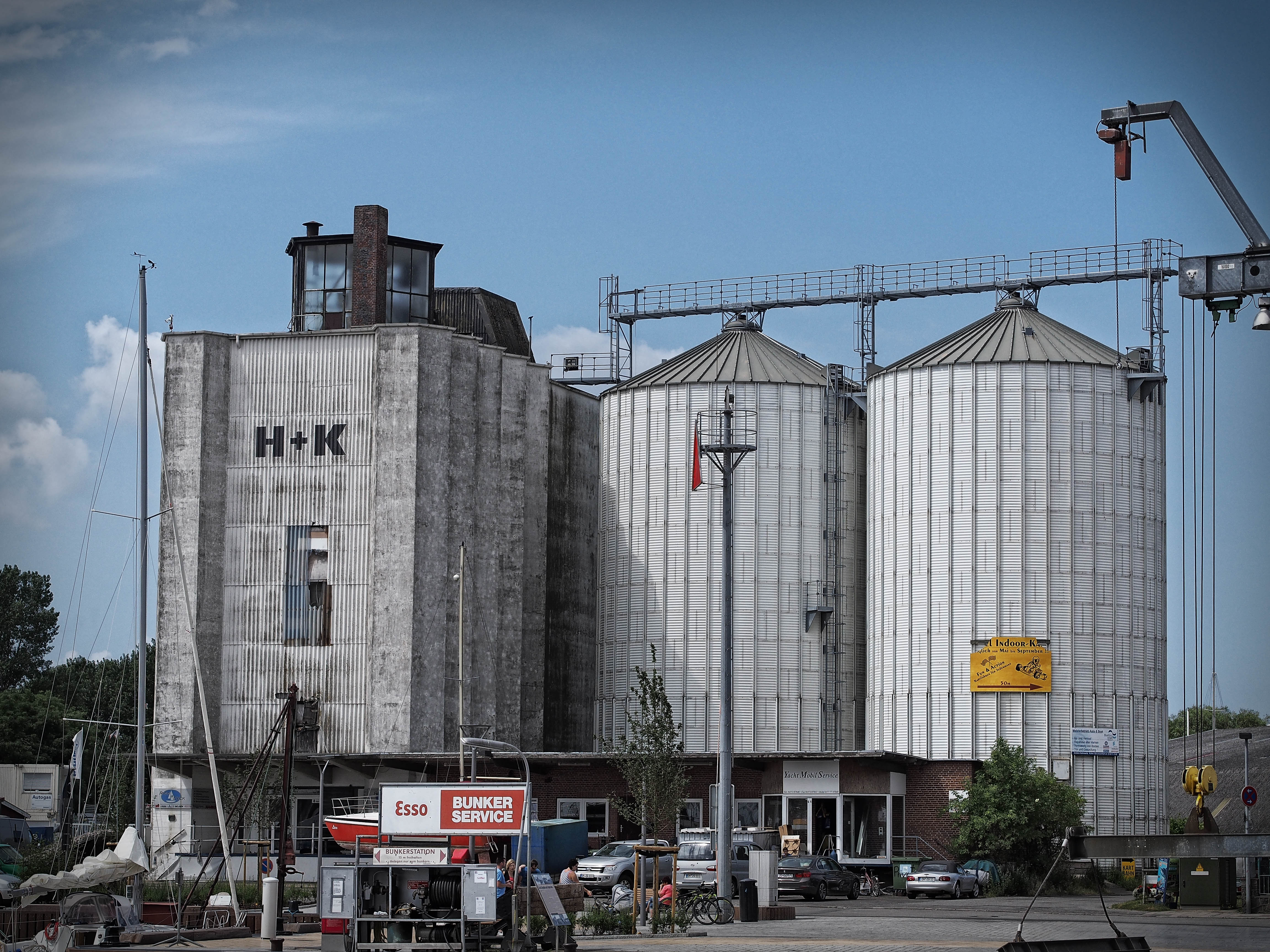
Graansilo's aan de haven
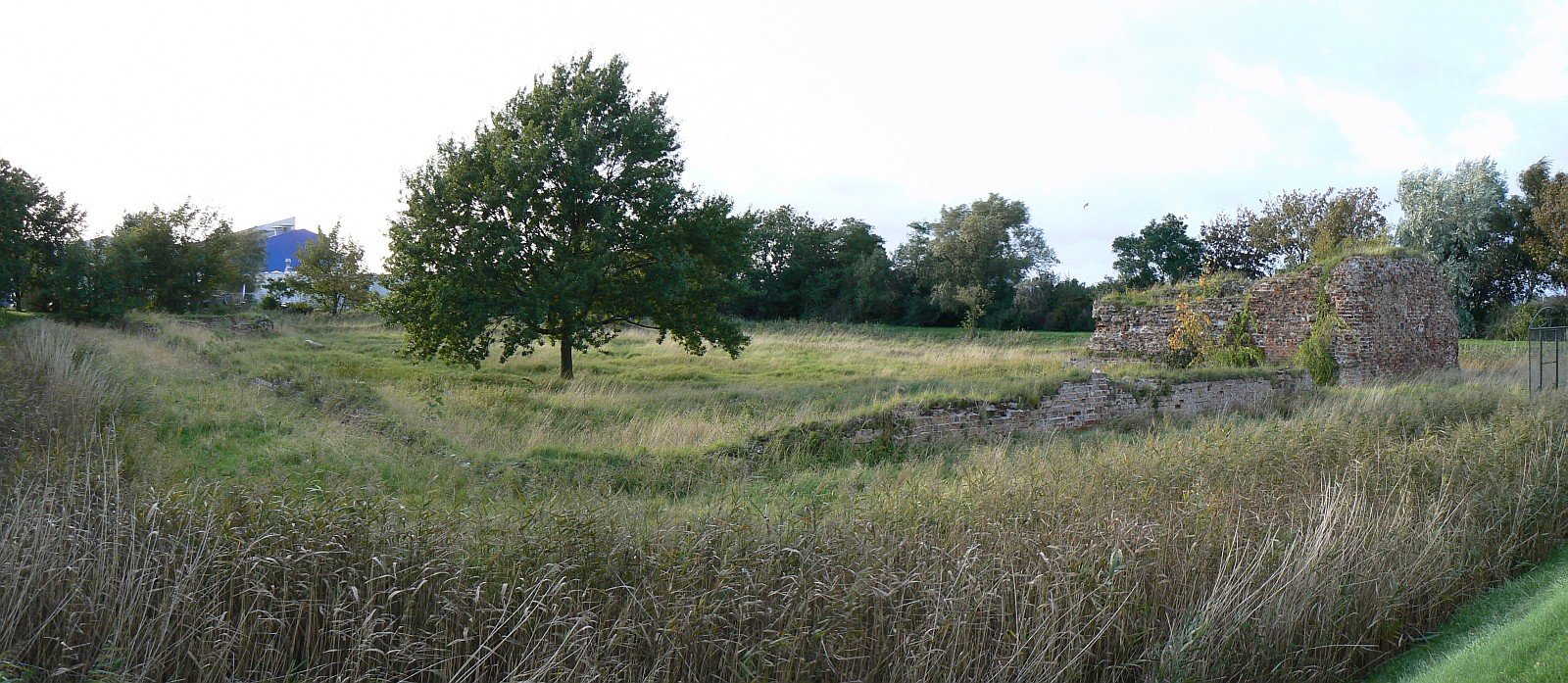
Ruïne Burg Glambek
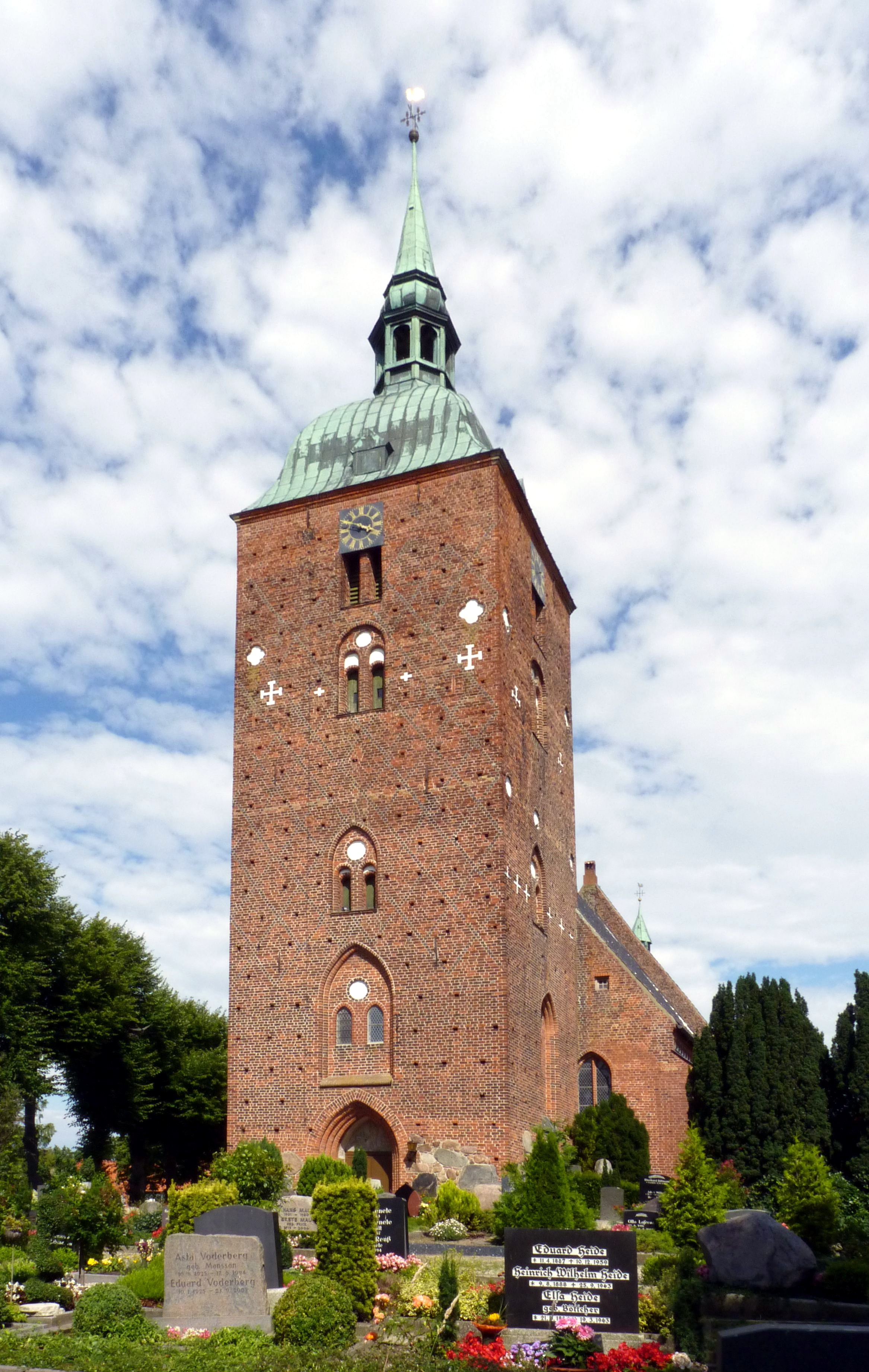
St. Nicolaaskerk
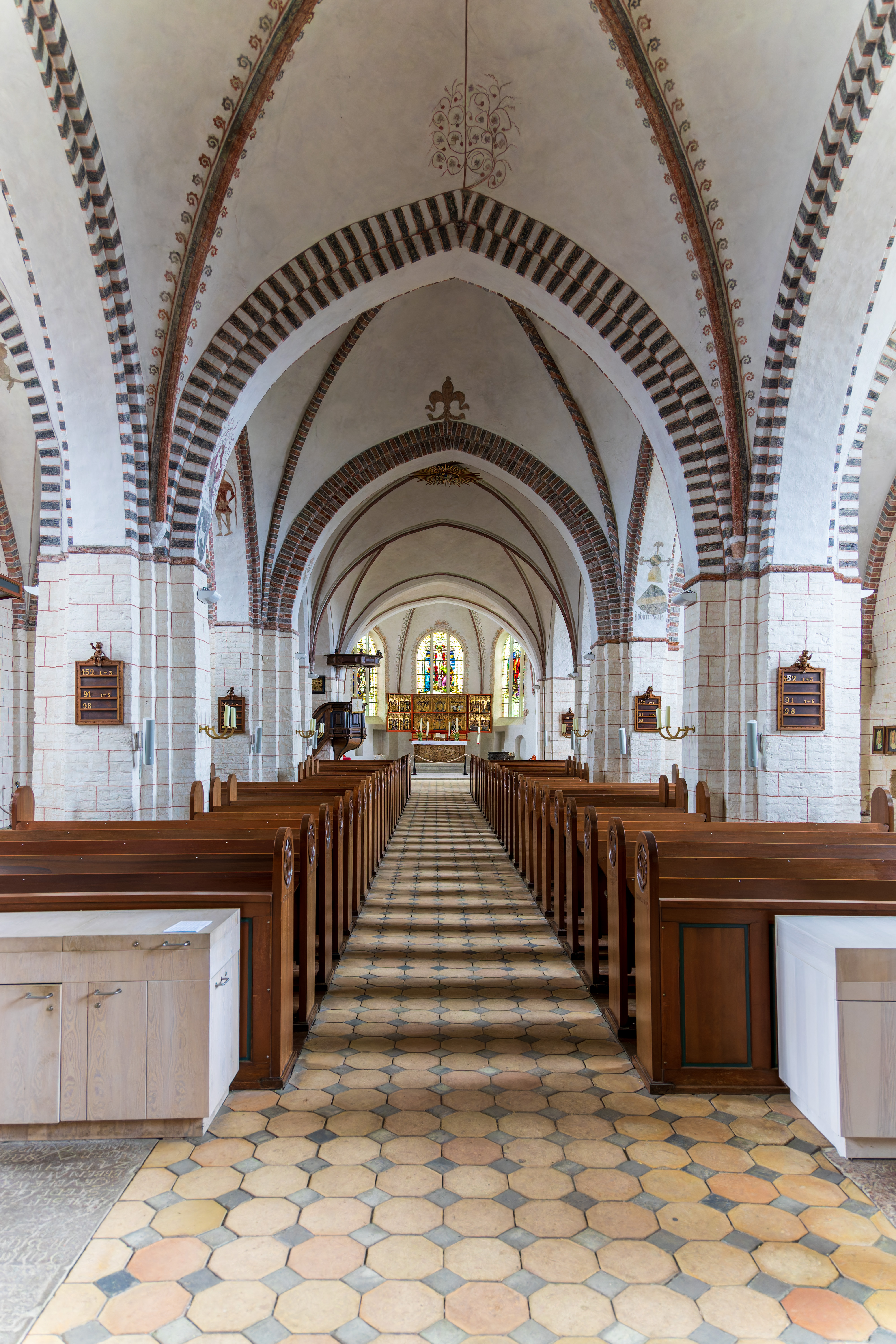
Interieur van deze kerk
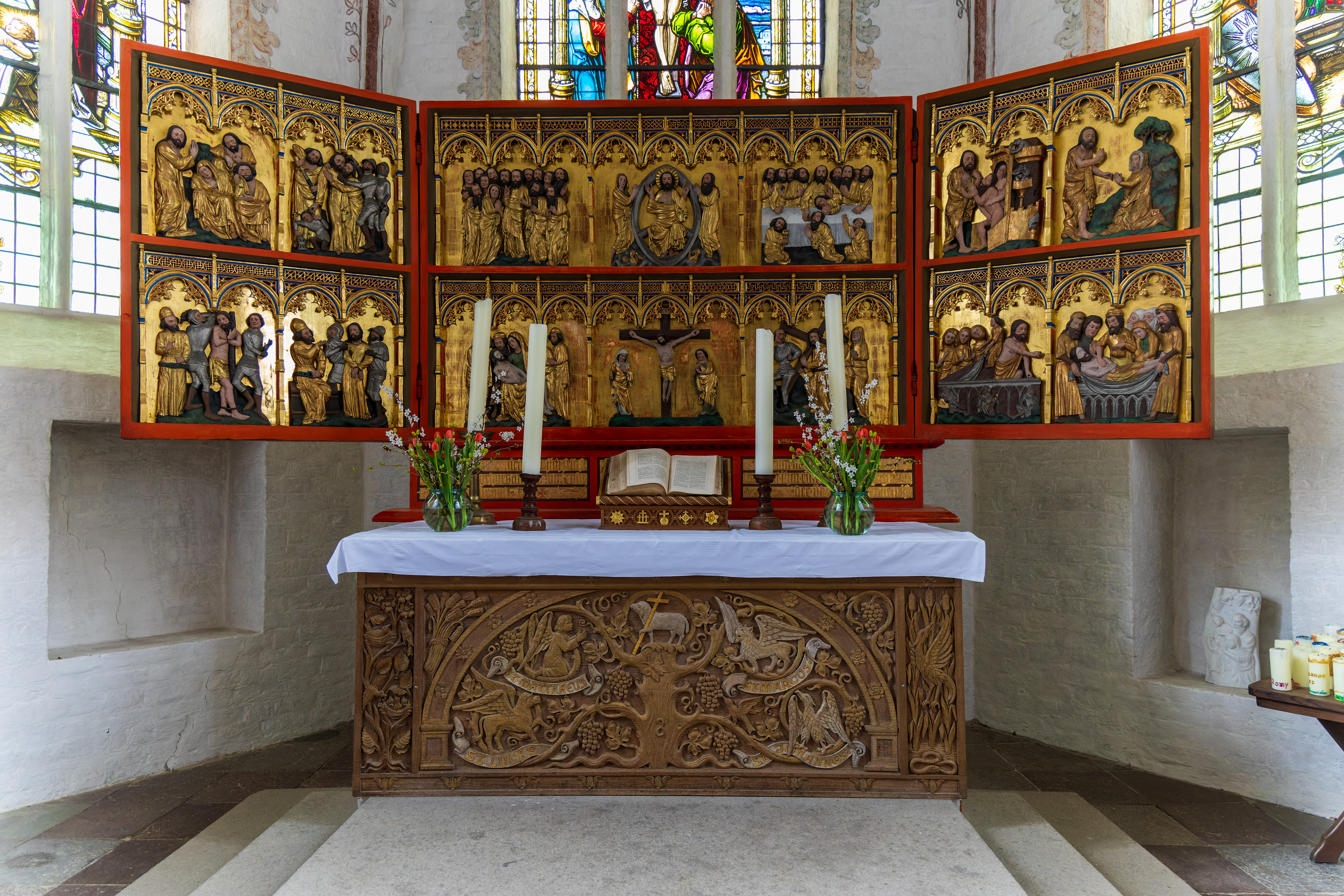
Hoofdaltaarstuk in deze kerk
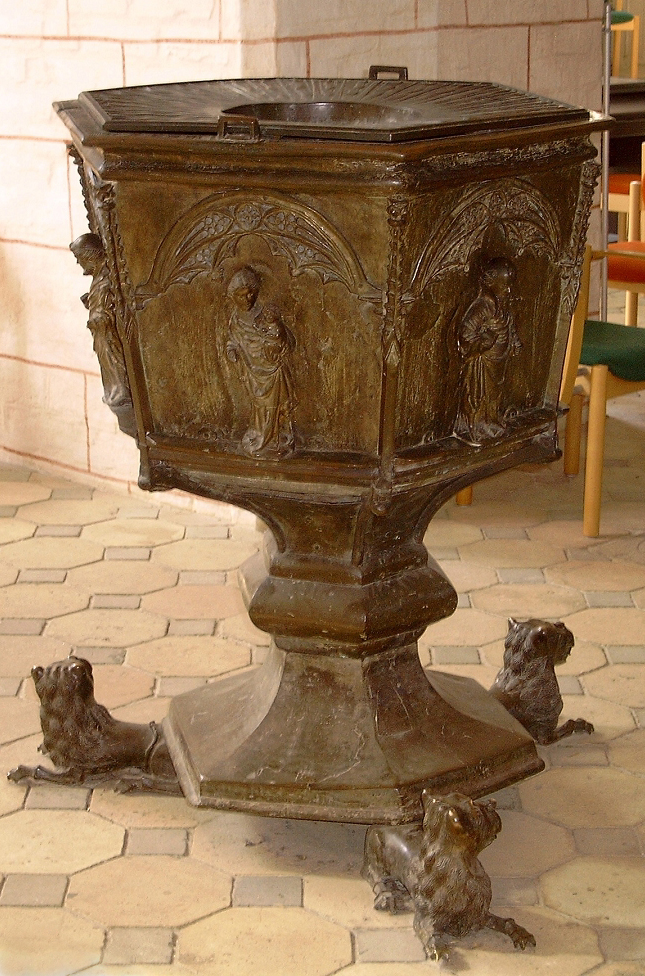
Bronzen doopvont (1391) in de Nikolaikirche
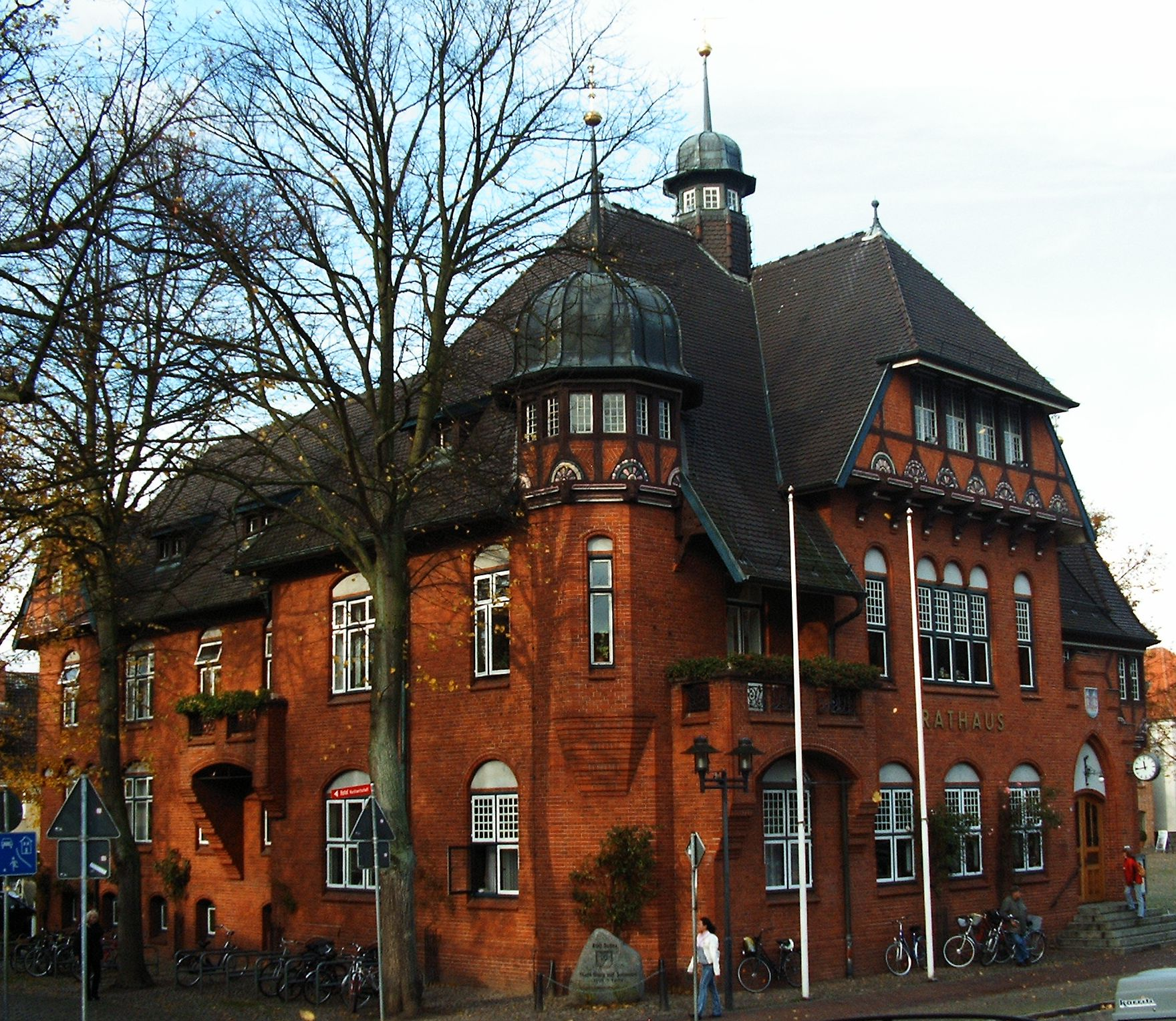
Stadhuis
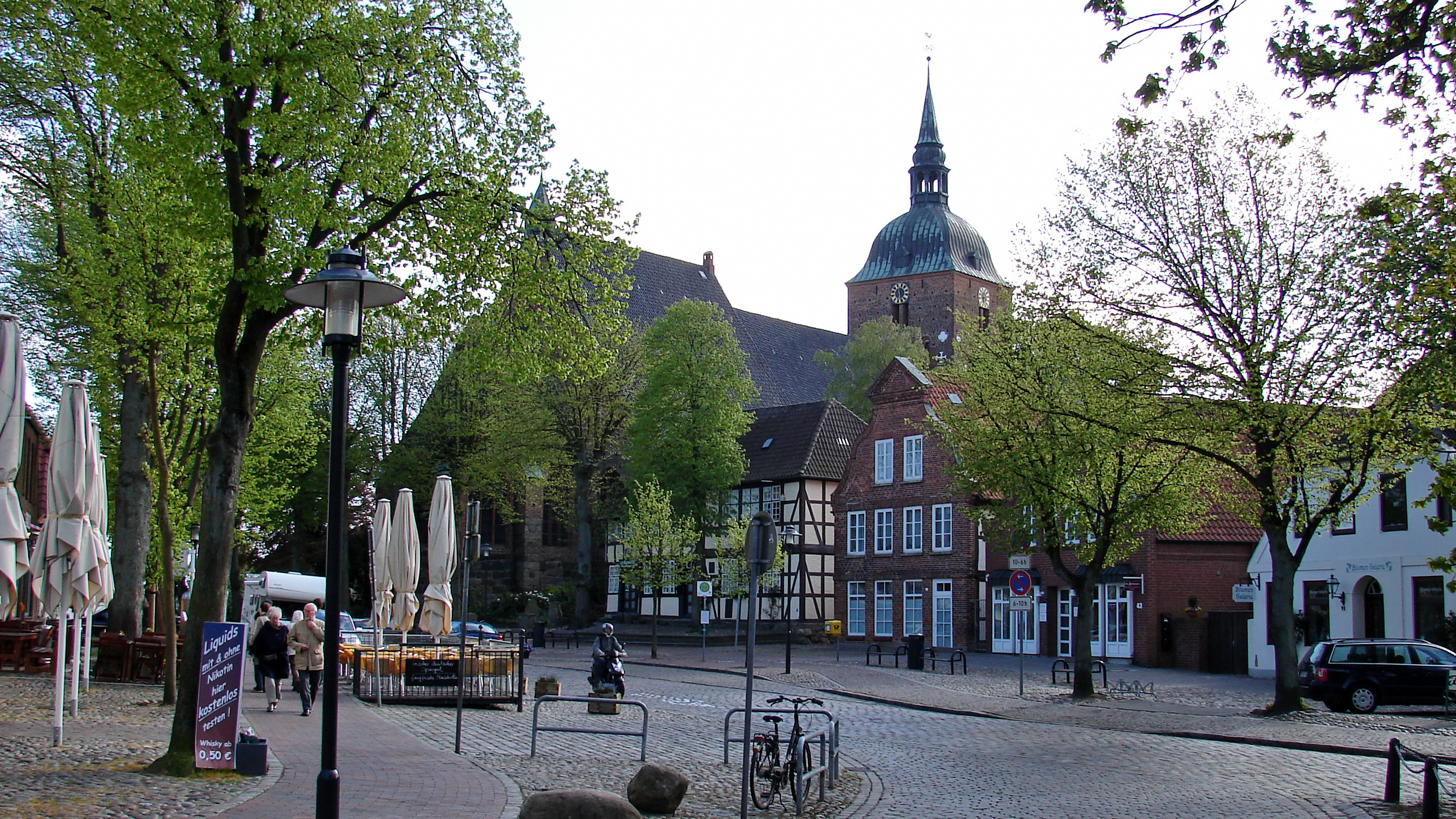
De Breite Straße in het stadje
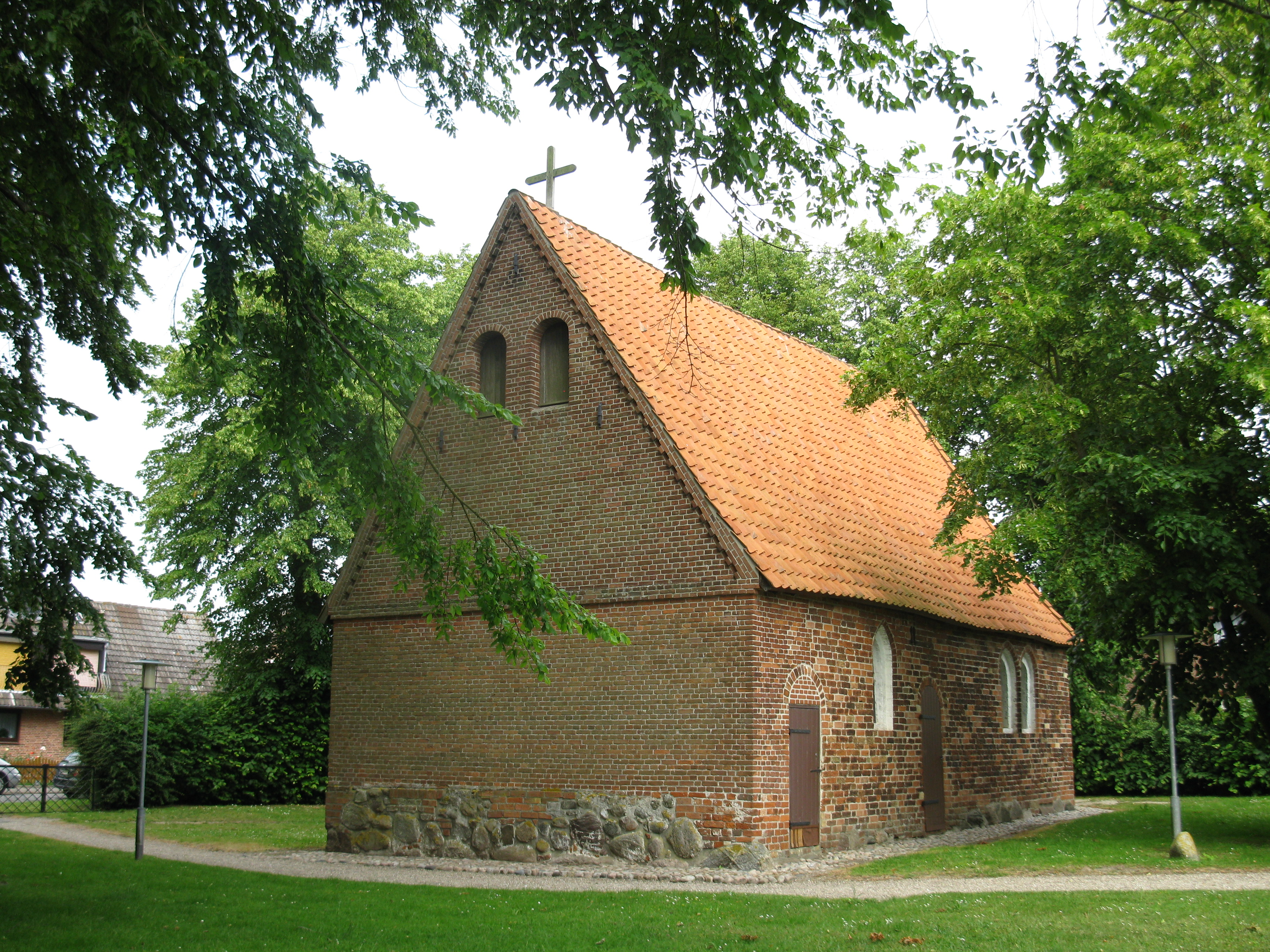
13e-eeuwse Sint-Jurgen-kapel te Burg auf Fehmarn
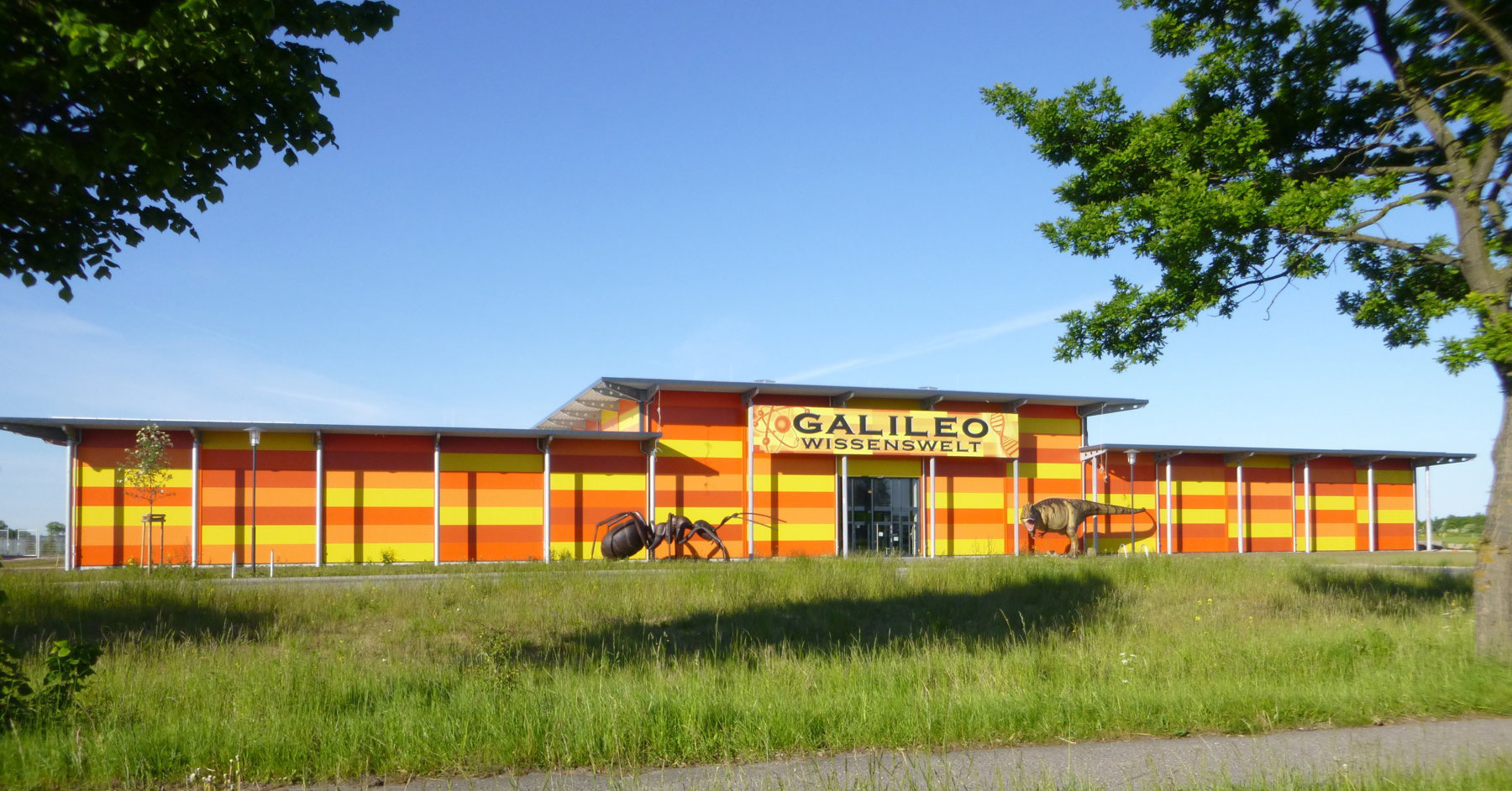
Museum Galileo Wissenswelt
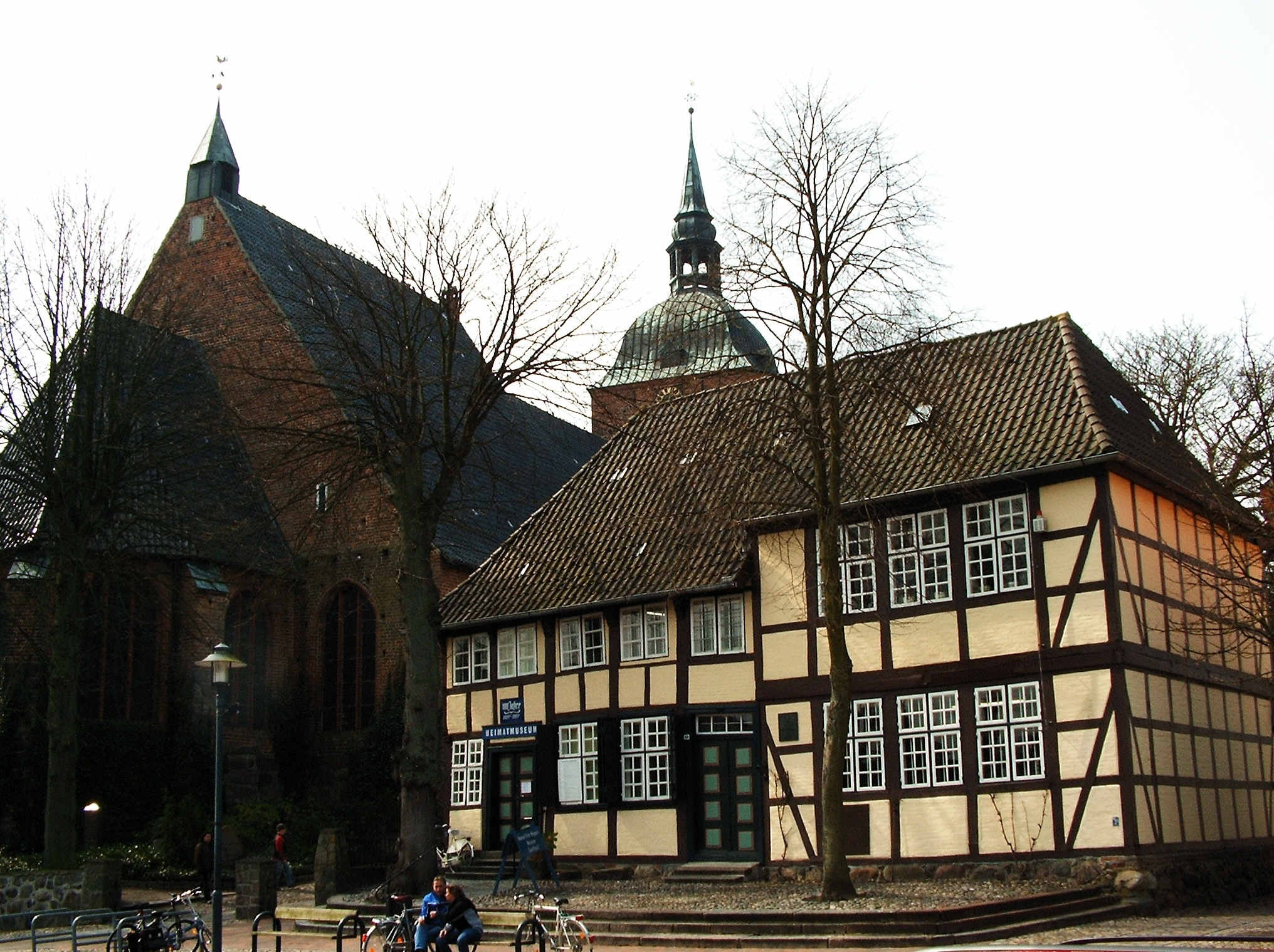
Het kleine streekmuseum van Burg
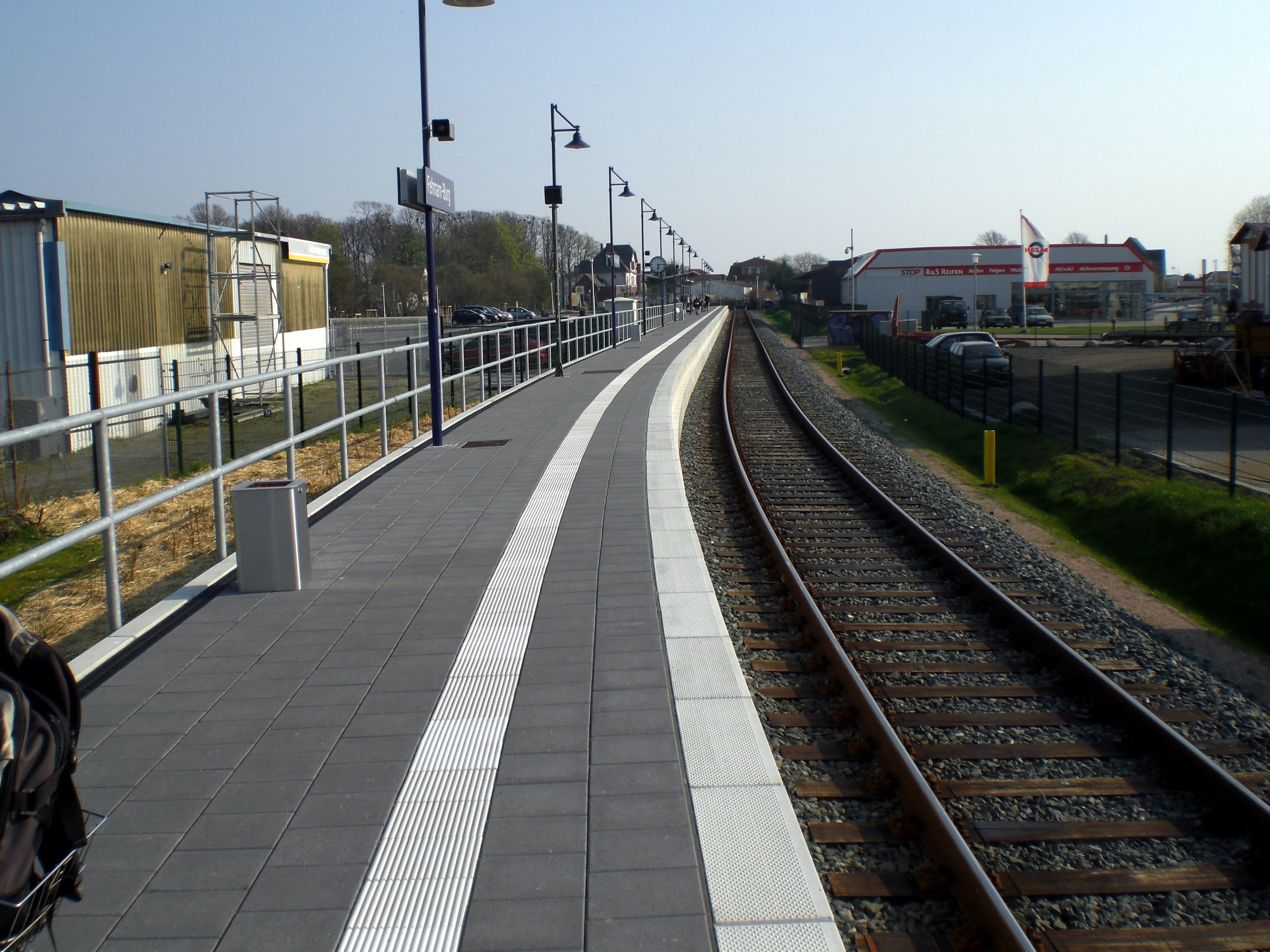
Station

## Bekende personen
- Amalia Schoppe (geb. 9 oktober 1791 in Burg auf Fehmarn; overl. 25 september 1858 in Schenectady, New York, USA) schrijfster; gebruikte ook de pseudoniemen Adalbert von Schonen, Amalia en Marie. Zij had succes met kinder- en jeugdboeken en historische romans. Zij heeft enige werken van Maria Edgeworth in het Duits vertaald. Zij was een belangrijk bevorderaar van de dichter Friedrich Hebbel.
- Axel Hager (Burg auf Fehmarn, 14 maart 1969), voormalig volleyballer en beachvolleyballer.